# Estadi de l'Acadèmia Militar del Caire
L'Estadi de l'Acadèmia Militar del Caire (àrab: إستاد الكلية الحربية بالقاهرة, Istād al-Kulliyya al-Ḥarbiyya bi-l-Qāhira) és un estadi esportiu de la ciutat del Caire, a Egipte.
Va ser construït l'any 1989 i té capacitat per a 28.500 espectadors. Va ser seu de la Copa d'Àfrica de Nacions 2006. Va ser la seu dels clubs Al Ahly i Zamalek durant la remodelació de l'Estadi Internacional del Caire.